# Ceylalictus madagassus
Ceylalictus madagassus är en biart som först beskrevs av Blüthgen 1934.  Ceylalictus madagassus ingår i släktet Ceylalictus och familjen vägbin. Inga underarter finns listade i Catalogue of Life.